# 小恰內湖
小恰內湖是俄羅斯的湖泊，由新西伯利亞州負責管轄，長22公里、寬12公里，面積200平方公里，海拔高度106米，平均深度1.4米，湖水經丘雷姆河從該湖流入恰內湖。